# 대포동 2호
대포동 2호(大浦洞 2號)는 조선민주주의인민공화국의 탄도 미사일이다.
2000년부터 개발이 시작된 대포동 1호와 대포동 2호는 비거리가 최고 6,000km에 달하고, 탄두 중량은 700~1,000㎏으로 동일하지만 총중량은 1호가 21톤인 데 반해 2호는 60톤으로 세 배 가까이 무겁다. 길이는 1호가 27ｍ, 2호가 32ｍ이며 사정은 2호가 4,000~6,000km로 1호의 1,700~2,200km에서 획기적으로 늘어났다.
대포동 1호는 IRBM으로 분류되나, 대포동 2호는 ICBM으로 분류된다. 세계 각국의 최초 우주발사체는 보통 IRBM을 개조한 것이다. 나로호 참조.
대포동 1호, 2호는 대한민국 정부에서 붙인 이름이며 보유국에서 붙인 정식 명칭이 아니다. 북한에서는 대포동 1호를 백두산 로켓, 대포동 2호를 은하 로켓이라고 부른다.

## 발사기록
대포동 2호의 최초발사는 2006년 7월 5일에 있었다. 미국 현지시각으로는 2006년 7월 4일로서, 미국 독립 기념일이었다. 남포시 잠진 군수공장에서 제작되어 무수단리 미사일 발사장에서 동해 상공으로 발사되었다.
2회 발사는 2009년 4월 5일에 있었다. 평양시 산음동 병기연구소 제작되어 무수단리 미사일 발사장에서 동해 상공으로 발사되었다. 덮개가 달린 길이 40여m의 특수 화차를 동원, 미국 정찰위성의 추적을 어렵게 했다.
- 1998년 8월 31일, 백두산 1호(대포동 1호) 발사
- 2006년 7월 5일, 대포동 2호 1차 발사
- 2006년 10월 9일, 북한 1차 핵실험
- 2009년 4월 5일, 은하 2호, 2차 발사
- 2009년 5월 25일, 북한 2차 핵실험
- 2012년 4월 13일, 은하 3호, 3차 발사, 실패
- 2012년 12월 12일, 은하 3호, 4차 발사
- 2016년 2월 7일, 광명성호, 5차 발사
- 2016년 4월 19일, 시모르그 로켓, 이란 1차 발사, 준궤도, 성공
- 2017년 7월 27일, 시모르그 로켓, 이란 2차 발사, 실패
- 2019년 1월 15일, 시모르그 로켓, 이란 3차 발사, 실패
- 2020년 2월 9일, 시모르그 로켓, 이란 4차 발사, 실패

## 제원

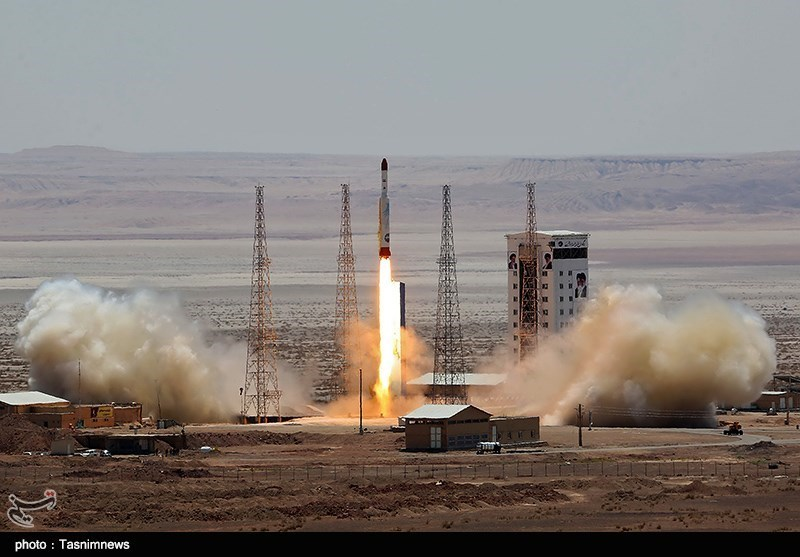
2017년 이란 시모르그 로켓

2012년 4월 3차발사에서 북한은 외국 기자들을 초청하여, 무게 92톤이라고 밝혔다. 김관진 국방부 장관이 국회 국방위원회에 참석해 밝힌 바에 따르면 은하 3호는 길이가 30m, 직경이 2.5m로, 길이 32m, 직경 2.2m의 2009년에 발사된 은하 2호와 유사하지만 중량이 92톤으로 은하 2호 보다 13톤이 더 늘어났다고 한다.
북한에서의 거리는 워싱턴 10,700 km, 시카고 10,000 km, 샌프란시스코 8,600 km, 시애틀 7,900 km, 앵커리지 5,600 km, 호눌룰루 7,100 km이다.
2012년 12월 4차발사 직후, 한국군은 사거리가 13,000 km라고 분석했다.
2010년, 일본 홋카이도 대학교 측량학과 헤키 고스케(日置幸介) 교수팀은 GPS자료를 분석하는 방식으로 ‘대포동 2호’의 추진력을 분석했는데, 2009년 4월 발사한 ‘대포동 2호’의 추진력은 1998년 발사한 ‘대포동 1호’의 약 8배에 달하는 것으로 나타났다. 일본의 H2A와 맞먹는다. 대략 200톤 추력이다.

### 1단 추력
대한민국 국방부의 분석에 의하면, 1단에는 4개의 노동 엔진과 4개의 보조 엔진이 장착된다. 각각의 노동 엔진은 27톤의 추진력을 내는 것으로 보이며, 3톤의 추력을 가진 보조 엔진은 주 엔진 사이에 위치하며 ±36°까지 구동이 가능한 구동부가 있어 전체 로켓의 방향을 제어한다. 그래서 120톤 추력이라고 한다.
그러나, 이란에 수출된 시모르그 로켓은 29톤 추력 엔진 4개에, 13.6톤 추력 자세제어 엔진 1개로 5개의 엔진을 사용하며, 총추력 130톤이라고 한다.
다른 출처에서는, 이란의 시모르그 로켓은 은하 3호를 수입한 것으로 추정되는데, 직경 2.4 m, 1단 SH-3B 엔진 4개, 총추력 1,538.6 kN, 연료 UDMH/산화제 N2O4 라고 알려져 있다. SH-3B 엔진의 추력은 37톤이며, 4개를 사용해 총추력 150톤이라고 한다.

### 위성 무게
북한은 광명성호라고 부른 대포동 2호 5차 발사에서 무게 200 kg 광명성 4호를 발사하는데 성공했다. 그러나 이란 시모르그 로켓은 최대 700 kg의 인공위성까지 발사할 수 있다고 보도되었다. 보통 인공위성 로켓을 ICBM으로 사용하면 3배 정도 더 무거워지므로, 대략 2100 kg 정도의 핵탄두를 운반할 수 있는 것으로 알려졌다.

## 반응
미국 육군 제100 미사일 방어 여단이 시험발사된 대포동 2호를 추적했다.

## 러시아
R-14 추소바야 (나토명 SS-5 스킨) IRBM은 북한의 대포동 2호와 매우 닮았다. 1단 엔진 노즐이 4개인 점, 무게가 86.3 톤으로, 대포동 2호는 80톤에서 90톤 정도였으며, 2012년 4월 3차발사에서 북한은 외국 기자들을 초청하여, 무게 92톤이라고 밝혔다. 그리고 UDMH 연료를 사용하는 점, 1단 총추력이 비슷하며, 직경이 2.4 m로 똑같다.
소련이 가장 일반적으로 많이 사용한 질산 산화제가 AK-27I이다. 대포동 2호를 서해 쪽으로 발사해서, 한국 해군이 엔진을 수거해 연료 분석을 했더니, 적연질산을 사용하는 것으로 밝혀졌다. 즉, 연료와 산화제가 모두 같거나 비슷하다는 의미이다.

## 사거리
R-14 탄두중량 680 kg에 사거리가 5,500 km이다. 따라서 대포동 2호도 탄두중량 680 kg에 사거리 5,500 km 정도로 보았다. 그러나, 북한이 무게 92톤이라고 밝힌 점, 3단 액체연료 로켓인 점은, R-14 보다는 코스모스-3M에 가깝다.
소련은 탄두중량 680 kg, 사거리 5,500 km인 R-14 IRBM을 개발하고, 그것을 개량해 코스모스-3M 우주로켓을 개발했다. 코스모스-3M은 1.4톤의 인공위성 발사능력이 있는데, 이는 ICBM으로 사용할 경우 탄두중량 2.8톤, 사거리 12,000 km 정도가 가능하다.
즉, 북한의 대포동 2호는 초기형과 후기형이 다르며, 따라서 서방의 사거리 4,000 km 추정은 오류일 수 있다. 대포동 2호는 이란에 수출되어 시모르그 로켓이 되었는데, 시모르그는 작은 모델과 큰 모델 두가지가 있다. 이란은 큰 모델의 경우 700 kg의 인공위성을 발사할 수 있다고 밝혔는데, 이는 ICBM으로 사용할 경우 탄두중량 1.4톤, 사거리 12,000 km 정도가 가능하다.
즉, 대포동 2호의 후기형은 미국 동부인 뉴욕, 워싱턴 DC에 대한 1Mt 수소폭탄 공격능력이 있을 것으로 추정할 수 있다. 1Mt 수소폭탄은 단 한발로 서울시 천만명이 전멸한다고 알려져 있는데, 뉴욕, 워싱턴이 서울 정도 면적의 도시이다.

## 중국
중국의 대포동 2호가 DF-4, 둥펑 4호다. 둥펑 4호의 역사를 보면, 대포동 2호의 이해에 도움이 된다.

## 같이 보기
- 2006년 조선민주주의인민공화국 미사일 발사 사건
- 조선민주주의인민공화국 핵문제
- 노동 1호
- 노동 2호
- 은하 2호
- 광명성 1호
- NORAD
- 이란의 샤하브-1 - 조선민주주의인민공화국의 화성 5호 - 스커드 B 미사일
- 이란의 샤하브-2 - 조선민주주의인민공화국의 화성 6호 - 스커드 C 미사일
- 이란의 샤하브-3 - 조선민주주의인민공화국의 화성 7호 - 노동 1호 미사일
- 이란의 샤하브-4 - 조선민주주의인민공화국의 대포동 2호